# J. Richard Fisher
Pour les articles homonymes, voir Fisher.
James Richard Fisher (né le 10 décembre 1943) est un astronome du National Radio Astronomy Observatory (NRAO) situé à Charlottesville dans l'État de Virginie aux États-Unis. Il a conjointement avec l'astrophysicien R. Brent Tully mis au point une méthode empirique dite « loi de Tully-Fisher » qui permet de déterminer la distance de galaxies spirales (publié dans l'Astronomy and Astrophysics, Vol. 54, No. 3, février 1977).